# Sender Burgwindheim

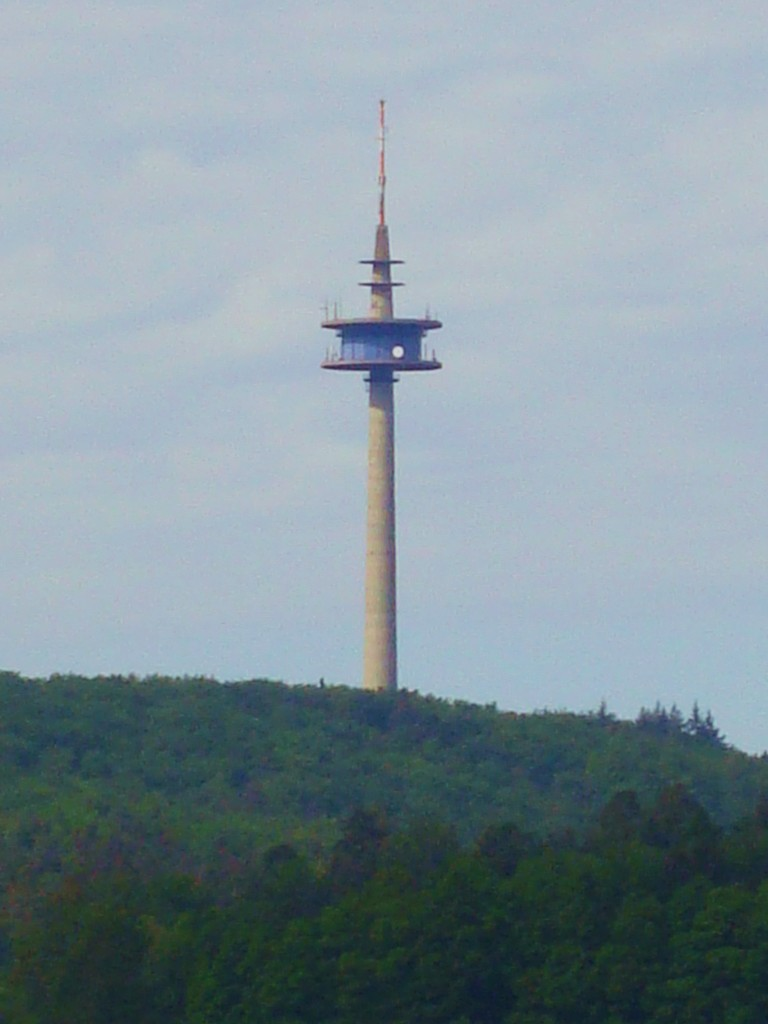

Auf dem 433 Meter hohen Sommerrankenberg in der Nähe des Burgebracher Ortsteil Magdalenenkappel betreibt die Deutsche Telekom AG den 153 Meter hohen Sender Burgwindheim (auch als Funkübertragungsstelle Burgwindheim 1 bezeichnet) für UKW, Mobilfunk und Richtfunk. Es handelt sich um einen Typenturm FMT 13.
Als Antennenträger kommt ein Betonträgeraufsatz mit einem Stahlrohrträger zum Einsatz. Der Fundamentdurchmesser beträgt 20 Meter. Die Schaftlänge des Senders ist 128 Meter hoch. In 100 m, 108 m, 116 m und 120 m Höhe besitzt der Turm Plattformen für Mobilfunk und Richtfunkantennen.
Die Gesamtkosten für den Bau des Senders beliefen sich auf 6,43 Mio. DM.

## Frequenzen und Programme

### Analoges Radio (UKW)
Beim Antennendiagramm sind im Falle gerichteter Strahlung die Hauptstrahlrichtungen in Grad angegeben. In UKW werden folgende Programme ausgestrahlt:
| Frequenz (in MHz) | Programm      | RDS PS   | RDS PI | Regionalisierung | ERP (in kW) | Antennendiagramm rund (ND)/gerichtet (D) | Polarisation horizontal (H)/vertikal (V) |
| ----------------- | ------------- | -------- | ------ | ---------------- | ----------- | ---------------------------------------- | ---------------------------------------- |
| 88,7              | Radio Bamberg | _BAMBERG | DA1B   | -                | 0,05        | ND                                       | H                                        |

### Analoges Fernsehen (PAL)
Vor der Umstellung auf DVB-T diente der Sendestandort weiterhin für analoges Fernsehen.
| Kanal | Frequenz (MHz) | Programm                        | ERP (kW) | Sendediagramm rund (ND)/ gerichtet (D) | Polarisation horizontal (H)/ vertikal (V) |
| ----- | -------------- | ------------------------------- | -------- | -------------------------------------- | ----------------------------------------- |
| 26    | 511,25         | Das Erste (BR)                  | 0,1      | D                                      | H                                         |
| 38    | 607,25         | ZDF                             | 0,06     | D                                      | H                                         |
| 54    | 735,25         | Bayerisches Fernsehen (Franken) | 0,06     | D                                      | H                                         |